# Énigme du dollar manquant
L'énigme du dollar manquant est un paradoxe élémentaire de mathématiques et un raisonnement fallacieux.

## Énoncé
Trois amis sont au restaurant. Venue la fin du repas, le serveur leur apporte l'addition de 30 dollars. Chacun donne alors 10 dollars. Le serveur ramène l'argent au patron du restaurant, qui constate une erreur dans l'addition. Le repas coûtait en fait 25 dollars. Les trois amis ont donc payé 5 dollars de trop. Le patron donne donc 5 pièces de 1 dollar au serveur pour qu'il les rende aux clients. Mais le serveur, voulant se faire un peu plus d'argent, ne rend que 3 dollars aux convives (1 dollar à chaque client), et garde les 2 autres pour lui.
Problème : chaque convive a donc payé 9 dollars, pour un total de 27 dollars, et le serveur en a empoché 2. Mais 27 et 2 font 29 et non 30. Où est le dollar manquant ?

## Solution
Il n'y a en fait aucune raison d'additionner les 27 dollars payés par les clients et les 2 dollars obtenus par le serveur.
Les clients ont d’abord donné 30 dollars et en ont reçu 3 dollars en retour, ils ont donc payé 27 dollars. Ces 27 dollars correspondent à l'addition des 2 dollars gardés par le serveur et des 25 dollars donnés au patron.
Les deux opérations pertinentes sont donc 30 - 3 = 27 et 27 = 2 + 25.
En mathématiques, il existe de nombreux exemples de pseudo-démonstration d'égalité entre nombres, et d'autres raisonnements fallacieux aboutissant à des absurdités parce que certaines opérations sont mal faites ou des résultats annoncés par de fausses intuitions (Paradoxes de Zénon). Ici, l'abus consiste simplement à faire des opérations mathématiques simples, mais dont l'une est absurde par rapport à l'énoncé.

## Anecdote
1) En 2003, l'énigme du dollar manquant s'est retrouvée au cœur d'une chaîne d'e-mails promettant fallacieusement que l'envoi de l'énigme à 5 personnes ferait s'afficher la réponse.
2) Ce problème est repris dans un épisode de la série télévisée "Les routes du paradis". L'ange (Michael Landon) énonce ce problème à son ami (Victor French), qui ne sait le résoudre.

## Formulations alternatives
Il est facile d’imaginer des variantes de cet énoncé. L'énigme des trois gamins et du paquet de bonbons en est un exemple.

### L'énigme
Trois enfants arrivent dans un magasin et décident de s'acheter un paquet de bonbons à 1,50 €. Arrivés en caisse, ils payent chacun 50 centimes et s'en vont. 
Quelques minutes plus tard, le gérant du magasin découvre que le prix n'était pas correct et que le paquet en question coûte 1 €. Ces enfants n'ayant pas l'air aisés, il décide d'envoyer sa femme pour les rembourser.
La femme peste contre son mari qui aurait pu y aller lui-même... De plus elle remarque que les 50 centimes ne seront pas faciles à diviser en trois ; elle décide donc d'en garder 20 centimes et de rendre 10 centimes à chaque enfant. 
Ainsi, chaque enfant a payé 40 centimes pour le paquet, ce qui fait 1,20 €, plus les 20 centimes détournés par la femme du gérant, on arrive à 1,40 €...
Où sont passés les dix centimes manquants ?

### La solution
Comme précédemment, l’opération qui consiste à ajouter la somme finale payée par les enfants à la somme gardée par la femme du gérant n'a pas de sens.
Chaque enfant a finalement payé 40 centimes, soit au total 3 x 0,40 = 1,20 €. La somme gagnée par le gérant est 1 €, les 20 centimes payés en trop étant ceux que la femme a gardés pour elle. L'opération pertinente est donc 1,20 = 1 + 0,20.
Le montant payé au départ, 1,50 €, est bien l'addition de 1,20 € (montant vraiment payé à la fin) et des 0,30 € rendus aux enfants.
Il n’y a donc pas d’erreur, mais un raisonnement fallacieux : la phrase finale suggère d’additionner deux nombres qui n’ont aucune raison de l’être.